# Patrik Koch
Patrik Koch (* 8. prosince 1996, Bratislava) je slovenský hokejový obránce a reprezentant hrající za tým HC Oceláři Třinec, ve kterém je na hostování z týmu Utah Mammoth.

## Kariéra
Koch debutoval v české extralize za tým HC Kometa Brno v sezóně 2015/16.
5. června 2023, po své osmé profesionální sezóně, podepsal Koch jako nedraftovaný volný hráč roční vstupní smlouvu s týmem Arizona Coyotes z NHL.
V listopadu 2024 Koch odešel na hostování zpět do Česka, a to do klubu HC Oceláři Třinec.

## Reprezentace
Koch hrál na mistrovství světa 2019, kde nastoupil do sedmi zápasů a připsal si dvě asistence; 2023, kde odehrál rovněž sedm zápasů a připsal si jeden gól a tři asistence a 2024, kde v osmi zápasech vstřelil také jeden gól a na tři nahrál.

### Reprezentační statistiky
| Rok                            | Tým                            | Soutěž                         | Z | G | A | B | TM |
| ------------------------------ | ------------------------------ | ------------------------------ | - | - | - | - | -- |
| 2023                           | Slovensko                      | MS                             |   |   |   |   |    |
| 2024                           | Slovensko                      | MS                             |   |   |   |   |    |
| 2025                           | Slovensko                      | MS                             | 0 | 0 | 0 | 0 | 4  |
| Seniorská reprezentace celkově | Seniorská reprezentace celkově | Seniorská reprezentace celkově | 0 | 0 | 0 | 0 | 4  |